# Rhabditis maupasi
Rhabditis maupasi is een rondwormensoort uit de familie van de Rhabditidae. De wetenschappelijke naam van de soort is voor het eerst geldig gepubliceerd in 1919 door Seurat.